# Pia (voornaam)
Pia is een meisjesnaam, veelal gebruikt als afkorting van de echte voornaam, zoals Pieternella.

## Herkomst en betekenis
Pia is Latijn en de vrouwelijke vorm van Pius, 'de vrome, de plichtsgetrouwe'.

## Bekende Nederlandse naamdraagsters
- Pia Beck - Nederlandse jazzpianiste en zangeres
- Pia Dijkstra - Nederlandse televisiemaakster, journaliste, presentatrice
- Pia Douwes - Nederlandse musicalzangeres en actrice

## Bekende naamdraagsters in andere landen
- Pia Zadora - Amerikaanse actrice en zangeres
- Pia Toscano - Amerikaanse zangeres
- Pia Stutzenstein - Duitse actrice